# Anna Karenina

Titelblatt der Erstausgabe

Anna Karenina (russisch Анна Каренина, Aussprache: [ˈaˑnːə kɐˈrʲeˑnʲɪnə]) ist ein Roman von Lew Tolstoi, der in den Jahren 1873 bis 1878 entstand und als ein Vertreter des russischen Realismus gilt. Die Erstveröffentlichung in Buchform war 1877/78, zuvor wurden die Kapitel zwischen 1875 und 1877 schrittweise in der Zeitschrift Russischer Bote abgedruckt. Anna Karenina erzählt von Ehe, Liebe, Familie und Moral in der adligen russischen Gesellschaft des 19. Jahrhunderts und stellt zudem eine detaillierte Sozialstudie über die Verhältnisse kurz nach Abschaffung der Leibeigenschaft in den ländlichen Regionen Russlands dar. Es gilt nicht nur als eines von Tolstois bedeutendsten Werken, sondern auch als eines der größten Werke der Literaturgeschichte.

## Inhalt

### Überblick
Das achtteilige Romanepos verwebt die Geschichten dreier adliger Familien: des Fürsten Stepan Oblonski und seiner Frau Darja Oblonskaja, genannt Dolly, ihrer jüngeren Schwester Jekatarina Schtscherbazkaja, genannt Kitty, und des Gutsbesitzers Ljewin, sowie vor allem Anna Kareninas, der Schwester des Fürsten, die mit dem Staatsbeamten Alexej Karenin verheiratet ist. Annas Liebesaffäre mit dem Grafen Alexej Wronskij führt schließlich zum Bruch der Ehe und ihrem Suizid. Die scheiternde Beziehung der Karenins auf der einen und die Entwicklung der Ehe Kittys mit Ljewin auf der anderen Seite bilden die Handlungsschwerpunkte. Die Oblonski-Geschichte ergänzt und kontrastiert die beiden Haupthandlungen. Über die Frage, ob es sich bei Anna Karenina um einen typisch Tolstoischen Doppelroman oder um ein dreisträngiges Werk handelt, gibt es in der Literaturwissenschaft unterschiedliche Ansichten.

### Handlung
Die Handlung beginnt in Moskau mit der Fürstin Dolly Oblonskaja, die von ihrem Ehemann Stepan betrogen wurde. Sie ist äußerst unglücklich und plant, sich von Stepan scheiden zu lassen. Von ihrer Schwägerin Anna Karenina, die den Oblonskis eigens einen Besuch abstattet, nimmt sie den Rat an, ihrer Liebe zu Stepan noch eine zweite Chance zu geben. Dadurch gelingt ihr die Rettung der schon ruiniert geglaubten Ehe.
In denselben Tagen begleitet Anna Karenina die 18-jährige Kitty, eine Schwester Dollys, zu einem Ball. Kitty hatte bereits aus Liebe zu dem Grafen Alexej Wronskij einen Heiratsantrag Kostja Ljewins ausgeschlagen, der seit langem in sie verliebt ist. Ihre Mutter empfand eine Heirat der beiden einst als nicht standesgemäß. Auf den Heiratsantrag Wronskijs, dem ihre Mutter sehr zugetan ist, wartet Kitty allerdings vergeblich.
Ein Aufeinandertreffen von Anna und Wronskij an einem Bahnsteig entfacht zwischen beiden eine unerwartete Anziehungskraft. Wronskij, der sich eine Zukunft als ewiger Junggeselle vorstellt und nicht in Betracht zieht, Kitty oder einer anderen Frau einen Antrag zu machen, folgt Anna fortan auf Schritt und Tritt. Kitty, die sich von Wronskij verschmäht fühlt, gerät in eine Lebenskrise, zumal sie Ljewin zugunsten Wronskijs den Laufpass gegeben hat. Ljewin wiederum ist wegen ihrer Zurückweisung beschämt und stürzt sich in Arbeit.
In Sankt Petersburg kommen sich Anna und Wronskij immer näher. Weil Anna jedoch befürchtet, ihren Sohn Serjoscha an ihren Mann Alexej Karenin zu verlieren, hält sie an ihrer Ehe fest. Als Anna schwanger wird, können sie ihre Affäre vor der Gesellschaft nicht mehr verheimlichen. Die wahrheitsliebende Anna erklärt sich ihrem Ehemann, der, um seine gesellschaftliche Stellung zu retten, ihr die Chance einräumt, den Betrug vor Gott zu sühnen. Anna ist verzweifelt. Durch die Geburt ihrer Tochter Annie dem Tode nahe, bekennt sie sich um ihres Seelenheils willen zu ihrem Ehemann. Wronskij versucht daraufhin, sich das Leben zu nehmen. Als Anna wider Erwarten gesund wird, ändert ihr Mann seine Meinung und stimmt der Scheidung zu. Weil Anna jedoch nach wie vor befürchten muss, ihren Sohn an Karenin zu verlieren, nehmen Anna und Wronskij Karenins Sinneswandel – unter Verzicht auf die sofortige Scheidung – zum Anlass, die Stadt zu verlassen und miteinander nach Italien zu reisen. Ihren Sohn Serjoscha lässt Anna für ein Jahr zurück.
Währenddessen finden Kitty, die ihr seelisches Gleichgewicht durch eine Kur wiedererlangt hat, und Ljewin durch ein arrangiertes Treffen wieder zueinander. Nach einer privaten Aussprache beginnen sie mit den Vorbereitungen für ihre Hochzeit.
Von der Sehnsucht nach ihrem Sohn getrieben, kehrt Anna mit Wronskij nach Sankt Petersburg zurück. Doch Karenin, beeinflusst durch Gräfin Lydia Iwanowna, verweigert ihr ein Treffen. Nur einmal gelingt es ihr noch, sich in das ehemals gemeinsame Haus zu schleichen, um ihren Sohn zu sehen. Von der Gesellschaft ausgeschlossen und enttäuscht, zieht sich das Liebespaar auf ein Landgut zurück, wo es bald feststellen muss, dass es sich selbst nicht mehr genügt. Wronskij stürzt sich in die Arbeit und entwickelt politischen Ehrgeiz, während Anna durch die dauerhafte psychische Belastung, von starker Eifersucht und heftigen Selbstzweifeln getrieben, in Wahnideen verfällt.
Wronskij drängt immer stärker auf eine Legitimierung seiner Tochter Annie sowie auf eine Rehabilitierung in der Gesellschaft durch eine Scheidung der Karenins. Anna aber fürchtet, ihren Sohn Serjoscha ganz zu verlieren, wenn sie die Ehe mit Karenin auflöst. Als die durch ihre Gefühlsschwankungen verursachten Beziehungsprobleme jedoch überhandnehmen, willigt sie schließlich ein.
Währenddessen wird der sich als Atheist bezeichnende Ljewin beim Tod seines Bruders und der Geburt seines Sohnes mit der Frage nach dem Sinn des Lebens konfrontiert. Da er die Existenz eines Gottes leugnet, wird er aus der Bahn geworfen und gerät abermals in eine Sinnkrise.
Anna vermutet, dass Karenin unter dem Einfluss von Gräfin Lydia seine Bereitschaft zur Ehescheidung nun doch wieder verloren hat. Gleichzeitig werden ihre Wahnvorstellungen immer heftiger. Eifersüchtig auf nicht vorhandene Nebenbuhlerinnen, verwandelt sich ihre Liebe schließlich in Hass und den Wunsch, Wronskij durch ihren Suizid zu „bestrafen“. Von Annas Wesenswandel irritiert und überfordert, gelingt es Wronskij nicht mehr, sie von ihren Wahnideen abzubringen. In dem Glauben, Wronskij verweigere ihr seine Gegenwart, stürzt sich Anna – erschrocken über ihr eigenes Verhalten – vor einen Zug, ähnlich wie sie es einst bei einem Unfall hat miterleben müssen.
Wronskij zieht in der Gewissheit, dass sein Leben ohne Anna keinen Sinn mehr habe, in den Krieg, um – ohnehin dem Tod geweiht – seinem Körper noch einen letzten Nutzen zukommen zu lassen.
Nach monatelangem Trübsinn dem Suizid nah, findet Ljewin eine Antwort auf seine Fragen in der Tätigkeit auf seinem Landsitz. Die jedem Menschen ureigene Vorstellung der Hingabe zum Guten, einem göttlichen Willen entsprechend, kann seine Lebenszweifel beseitigen.

## Bedeutung
Der Roman steht thematisch (Ehe/Ehebruch) neben anderen bedeutsamen realistischen Romanen in Europa, was zeigt, wie wichtig das Sujet in dieser Zeit war. Madame Bovary von Gustave Flaubert, Effi Briest und L’Adultera von Theodor Fontane können in der Epoche des Realismus am Ende des 19. Jahrhunderts zum Vergleich herangezogen werden.
Unter Tolstois Romanen gilt Anna Karenina als künstlerisch vollkommenster. Breitgefächert präsentiert er die moralischen Werte und Anschauungen des russischen Schriftstellers und beginnt sogleich mit dem Kernsatz „Alle glücklichen Familien gleichen einander, jede unglückliche Familie ist auf ihre eigene Weise unglücklich“. Dieser Satz ist auch der Ausgangspunkt für das Anna-Karenina-Prinzip.

### Nebeneffekte
Quasi nebenbei gibt der Roman kaleidoskopartig einen Überblick über die vom Verfasser angesammelte Lebenserfahrung in Bezug auf den zaristischen Staat in der Mitte des neunzehnten Jahrhunderts: Das geht aus von Fragen der Bauernbefreiung, die in Russland erst 1861 erfolgte, und der dadurch aufgeworfenen praktischen Probleme (die hauptsächlich an der Person Ljewins geschildert werden), über die Politik der Staatskommissionen (geschildert anhand Karenins), die das riesige Land mehr oder weniger effektiv zusammenhielten, wobei beschrieben wird, wie auf raffinierte Weise politische Entscheidungen herbeigeführt bzw. verhindert werden (siehe z. B. Teil 4, Kapitel 6), über rechtliche Fragen (z. B. Teil 4, Kapitel 5, geschildert anhand von Scheidungsproblemen) bis hin zum gesellschaftlichen Leben in den Adelskreisen von St. Petersburg und Moskau. Dabei beweist der Autor immer wieder auch unterschwelligen Humor und Selbstironie.

## Die wichtigsten Familien und Personen im Roman
Die Oblonskijs

Personenkonstellation

- Fürst Stepan Arkadjewitsch Oblonskij (genannt Stiwa), höherer Beamter
- Fürstin Darja Alexandrowna Oblonskaja (geb. Schtscherbazkaja, genannt Dolly), seine Frau
- Tanja Stepanowna Oblonskaja, seine Tochter
- Grischa Stepanowitsch Oblonskij, sein Sohn
- Lilli Stepanowna Oblonskaja, seine Tochter
- Nikolaj Stepanowitsch Oblonskij, sein Sohn
- Mascha Stepanowna Oblonskaja, seine Tochter

Die Karenins
- Alexej Alexandrowitsch Karenin, hoher Beamter
- Anna Arkadjewna Karenina, seine Frau (geb. Oblonskaja, Schwester des Stepan A. Oblonskij)
- Sergej Alexejewitsch Karenin, (genannt Serjoscha), ihrer beiden Sohn
- Anna Alexejewna Karenina (genannt Annie), die illegitime Tochter der Anna A. Karenina und Alexej Wronskijs

Die Wronskijs
- Graf Alexej Kirillowitsch Wronskij (genannt Aljoscha), der Geliebte Anna A. Kareninas, Oberst a. D. und Großgrundbesitzer
- Graf Alexander Kirillowitsch Wronskij, sein älterer Bruder
- Gräfin Warja Wronskaja, seine Schwägerin
- Gräfin Wronskaja, seine Mutter

Die Schtscherbazkijs
- Fürst Alexander Schtscherbazkij
- Fürstin Schtscherbazkaja, seine Frau
- Darja Alexandrowna Schtscherbazkaja, seine Tochter (verh. Oblonskaja, gen. Dolly)
- Natalia Alexandrowna Schtscherbazkaja, seine Tochter (verh. Ljwowa)
- Jekatarina Alexandrowna Schtscherbazkaja, seine Tochter (verh. Ljewina, gen. Kitty)

Die Ljewins
- Konstantin Dmitrijewitsch Ljewin, (genannt Kostja), Gutsbesitzer und Jugendfreund Stepan A. Oblonskijs
- Jekatarina Alexandrowna Ljewina (geb. Schtscherbazkaja, genannt Kitty), seine Frau
- Dmitrij Konstantinowitsch Ljewin (genannt Mitja), sein Sohn
- Nikolaj Dmitrijewitsch Ljewin, sein Bruder
- Wanja Nikolajewitsch Ljewin, sein Neffe
- Sergej Iwanowitsch Kosnyschew, sein Halbbruder, berühmter Schriftsteller

weitere Personen
- Fürstin Betsy Twerskaja, eine Cousine von Wronskij
- Gräfin Lydia Iwanowna, Dame der St. Petersburger Gesellschaft
- Marja Nikolajewna (genannt Mascha), Lebensgefährtin des Nikolaj Dmitrijewitsch Ljewin

## Bearbeitungen

### Übersetzungen ins Deutsche
- 2009: Rosemarie Tietze

Hanser, München, ISBN 978-3-446-23409-3.
Taschenbuchausgabe: dtv, München 2011, ISBN 978-3-423-13995-3.
- 1979: Xaver Schaffgotsch

Omnibus Verlag, Wien
zuletzt: Nymphenburger, München 1989, ISBN 3-485-00601-7
- 1978: Hertha Lorenz

Neuer Kaiser Verlag, Klagenfurt.
Neuauflage 2000, ISBN 978-3-7043-2027-8.
- 1966: Gisela Drohla (Bearbeitung der Übersetzung von Hermann Röhl)

zuletzt: Insel Taschenbuch, Frankfurt am Main 2006, ISBN 978-3-458-35207-5.
- 1959: Fega Frisch

Frankfurt a. M. : Büchergilde Gutenberg (Lizenzausg. d. Verl. Olten, Freiburg im Breisgau)
- 1956: Hermann Asemissen

zuletzt: Aufbau-Taschenbuch, Berlin 2008, ISBN 978-3-7466-6111-7; dasselbe Zeitverl. Bucerius, Hamburg 2013, ISBN 978-3-944227-36-8.
- 1955: Fred Ottow

zuletzt: Artemis & Winkler, Düsseldorf 2007, ISBN 978-3-538-06349-5.
Taschenbuchausgabe dtv, München 1994, ISBN 3-423-02045-8.
- 1952: Bruno Goetz

Manesse-Verlag, Zurich (2 Bände)
- etwa 1935: Arnold Wittig

Schreitersche Verlagsbuchhandlung, Leipzig
- 1928: Adam Kotulski

A. Weichert, Berlin (und zahlreiche weitere, undatierte Ausgaben)
- 1928: Arthur Luther

zuletzt: Diogenes Taschenbuch, Zürich 1985, ISBN 978-3-257-21371-3
- 1928: Marie Stellzig

Verlag Hesse & Becker, Leipzig (2 Bände)
- 1925: Herbert von Hoerschelmann

Deutsche Buch-Gemeinschaft GmbH, Berlin
- 1923: August Scholz

Verlag Bruno Cassirer, Berlin; zuletzt 1976 Bertelsmann et al.
- 1920er Jahre: Hermann Röhl

zuletzt: Anaconda, Köln 2010, ISBN 978-3-86647-475-8 (Print); Null Papier Verlag, Düsseldorf/Neuss 2014, ISBN 978-3-943466-13-3 (Kindle), ISBN 978-3-95418-000-4 (EPub), ISBN 978-3-95418-001-1 (PDF)
- ca. 1910: Julius Paulsen

Gutenberg-Verlag, Wien, Hamburg, Budapest (Teil von "Ausgewählte Werke")
- 1905: Raphael Löwenfeld

in "Sämtliche Werke", III. Serie, Verlag Diederichs, Jena, Band 8–10 (dasselbe 1910)
- 1900: Hans Moser (1853–1918)

Druck und Verlag von Philipp Reclam jun., Leipzig
- 1894: Hermann Roskoschny

Berlin & Leipzig, Verlag Gnadenfeld [1894] (Teil einer Werkausgabe)
- 1885: Wilhelm Paul Graff

Berlin: Verlag Wilhelmi.

### Verfilmungen
- 1914: Anna Karenina, Regie: Wladimir Gardin
- 1915: Anna Karenina, Regie: J. Gordon Edwards, mit Betty Nansen (Stummfilm)
- 1920: Anna Karenina, Regie: Friedrich Zelnik, mit Lya Mara, Johannes Riemann, Olga Engl, Heinrich Peer, Rudolf Forster, Lu L’Arronge (Stummfilm)
- 1927: Anna Karenina (Love), Regie: Edmund Goulding, mit Greta Garbo (Stummfilm)
- 1935: Anna Karenina, Regie: Clarence Brown, mit Greta Garbo, Fredric March, Basil Rathbone
- 1948: Anna Karenina, Regie: Julien Duvivier, mit Vivien Leigh
- 1967: Anna Karenina, Regie: Alexander Sarchi, mit Tatjana Samoilowa
- 1974: Anna Karenina, Regie: Margarita Pilichina
- 1977: Anna Karenina, TV-Zehnteiler, Regie: Basil Coleman, mit Nicola Pagett, Eric Porter, Stuart Wilson, Robert Swann, Caroline Langrishe
- 1985: Anna Karenina, Regie: Simon Langton, mit Jacqueline Bisset
- 1995: Flammen der Liebe (Il grande fuoco), Regie: Enrico Medioli
- 1997: Anna Karenina, Regie: Bernard Rose, mit Sophie Marceau, Sean Bean, Alfred Molina, Fiona Shaw
- 2000: Anna Karenina, TV-Mini-Serie, mit Gillian Barge, Kevin McKidd, Beata Tyszkiewicz, Waldemar Obloza
- 2012: Anna Karenina, Regie: Joe Wright, mit Keira Knightley, Aaron Taylor-Johnson, Jude Law, Matthew MacFadyen, Olivia Williams
- 2013: Anna Karenina, Regie: Christian Duguay, mit Vittoria Puccini, Santiago Cabrera, Benjamin Sadler, Max von Thun[4][5][6]
- 2017: Anna Karenina – Wronskis Geschichte (Анна Каренина. История Вронского – Anna Karenina. Istorija Wronskogo), Regie: Karen Schachnasarow, mit Jelisaweta Bojarskaja

### Hörspiel
1968: Westdeutscher Rundfunk Köln, Hessischer Rundfunk. 6 Teile, 268 Minuten. Regie: Ludwig Cremer; Bearbeitung (Wort): Anneliese Falck unter dem Pseudonym Palma; Musik: Hans Martin Majewski.
| Rolle                                      | Sprecher                                                                                    |
| Erzähler                                   | Walter Andreas Schwarz                                                                      |
| Anna Karenina                              | Johanna von Koczian                                                                         |
| Alexej Alexandrowitsch Karenin             | Romuald Pekny                                                                               |
| Fürst Stepan Arkadjewitsch Oblonskij       | Rudolf Melichar                                                                             |
| Konstantin Dmitrijewitsch Levin            | Paul Albert Krumm                                                                           |
| Prinzessin Kitty Schtscherbazkaja          | Marianne Mosa                                                                               |
| Fürstin Schtscherbazkaja                   | Anita May                                                                                   |
| Fürst Schtscherbazkij                      | Alois Garg                                                                                  |
| Fürst Serpuchowskij                        | Günter Neutze                                                                               |
| Fürst Twerskij                             | Edwin Dorner                                                                                |
| Fürstin Mjakaja                            | Marlene Riphahn                                                                             |
| Fürstin Betsy Twerskaja, Vronskijs Cousine | Ingrid Plitz                                                                                |
| Graf Alexej Kirillowitsch Vronskij         | Hansjörg Felmy                                                                              |
| Gräfin Lydia                               | Annelie Jansen                                                                              |
| Gräfin Vronskaja                           | Ilde Overhoff                                                                               |
| Gräfin Nordston                            | Marianne Kehlau                                                                             |
| Nikolaus Schtscherbazkij                   | Bodo Primus                                                                                 |
| Fürstin Dolly Oblonskaya                   | Ricarda Benndorf                                                                            |
| Korsunskij                                 | Curt Faber                                                                                  |
| Prinzessin Golizyn                         | Elfriede Rückert                                                                            |
| Serjosha                                   | Wolfgang Peau                                                                               |
|                                            | sowie Jaromír Borek, Heinz von Cleve, Hans Freitag, Arno Görke, Paul Höfer und Hans Neubert |

### Hörbuch
- Anna Karenina. 16 Audio-CDs. Gert Westphal (Sprecher). NDR / Universal Music, August 2001, ISBN 978-3-8291-1161-4.
- Anna Karenina. 29 CDs, 4 MP3-CDs, 1 MP3-DVD. Gelesen von Ulrich Noethen. Der Audio-Verlag, 2013, ISBN 978-3-86231-252-8.
- Anna Karenina, Spieldauer: 46 Std. und 59 Min, MP3-Download, Gelesen von Eva Kaah. Oregan Publishing, 2018.

### Theater
Anna Karenina wurde mehrfach für die Theaterbühne bearbeitet.
- 2007 wurde im Theater Fürth eine Fassung von Anne-Sylvie König und Amina Gusner uraufgeführt. Die Koproduktion mit dem Euro-Studio Landgraf mit Katja Riemann in der Titelrolle ging anschließend auf Deutschland-Tournee.
- Eine Dramatisierung von Jan Bosse wurde 2008 in einer Produktion des Maxim-Gorki-Theaters Berlin bei den Ruhrfestspielen in Recklinghausen uraufgeführt. Regie führte Armin Petras, die Titelrolle war mit Fritzi Haberlandt besetzt. Armin Petras inszenierte 2014 auch eine musiktheatralische Fassung für das Theater Bremen.
- Die Inszenierung von Regisseurin Susanne Schmelcher der Bühnenfassung von Armin Petras am Tiroler Landestheater gewann 2015 den Nestroy-Theaterpreis/Beste Bundesländer-Aufführung.[7]
- Das Theater Schloss Maßbach zeigte 2015 eine Bühnenfassung von Rolf Heiermann in der Regie von Ingo Pfeiffer.[8]
- 2023 inszenierte Milena Michalek im Staatstheater Cottbus ein modernes Schauspiel nach der Dramaturgie von Franziska Benack.[9]

### Ballett
- Anna Karenina. Choreographie: Maja Michailowna Plissezkaja, Musik von Rodion Schtschedrin, 1972.
- Anna Karenina. Choreographie: Boris Eifman, Musik von Peter Tschaikowski, 2005.
- Anna Karenina. Choreographie: Sergei Vanaev, Musik von Rodion Schtschedrin, 2006.
- Anna Karenina. Choreographie: Terence Kohler, Musik von Schostakowitsch, Rachmaninoff, Chatchaturian, 2006.
- Anna Karenina. Choreographie: Christian Spuck, Zürich Ballett, 2015.
- Anna Karenina. Choreographie: John Neumeier, Musik von Peter Tschaikowsky, Alfred Schnittke und Cat Stevens/Yusuf Islam, Hamburg Ballett, 2017.
- Anna Karenina. Choreographie: Velekei László